# 藤川 (愛知県)

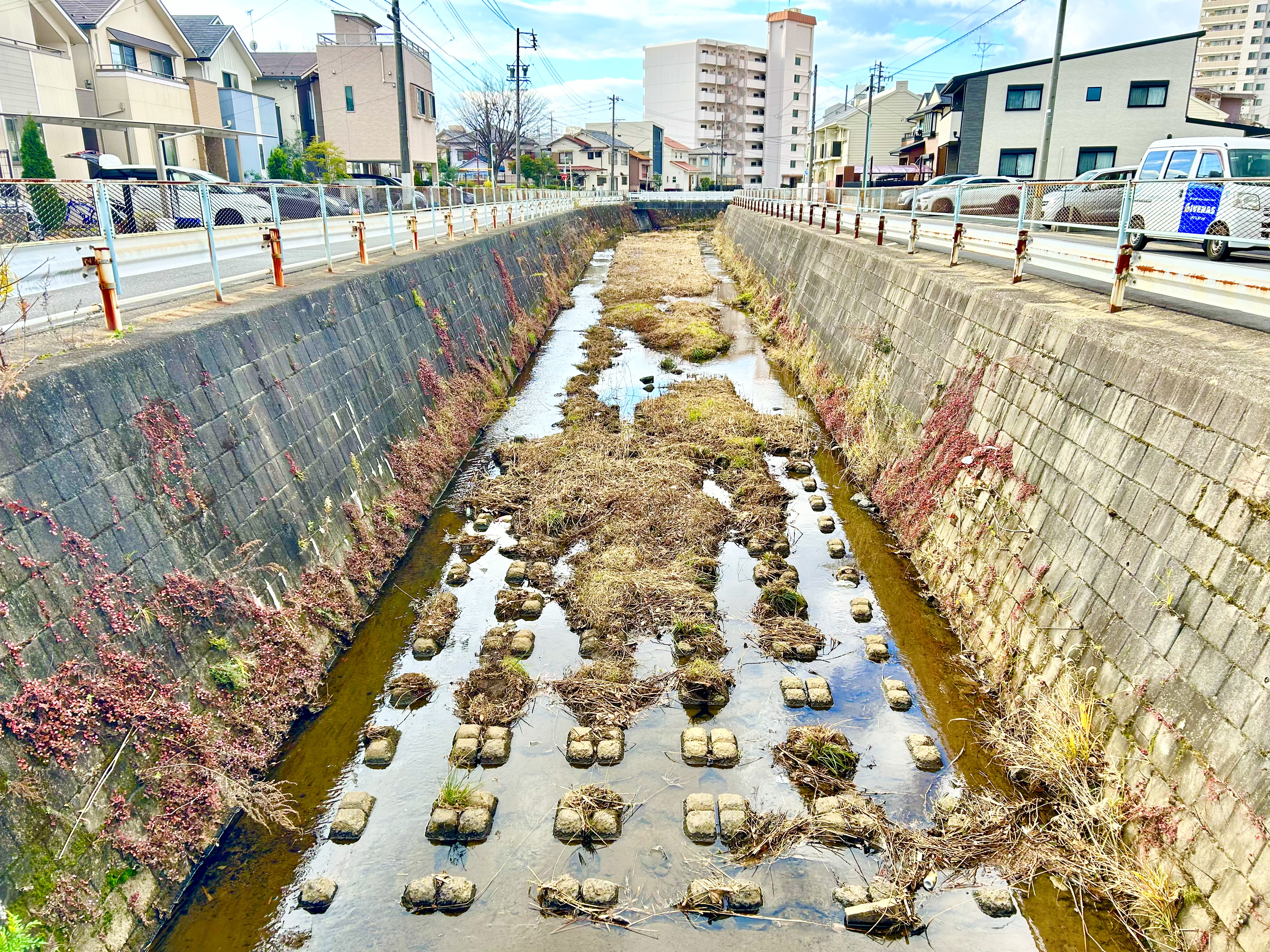
冬の藤川（2022年（令和4年）12月）

藤川（ふじがわ）は、愛知県名古屋市天白区・緑区を流れる二級河川。

## 概要
水源は戸笠池。愛知県名古屋市天白区・緑区を流れ、全長2.8km。流域面積は5.5平方キロメートル。途中、鳴子池（古くは鳴古池、又は藤川池）に留まり、再び河川となり、最下流の野並で郷下川が合流してくる。その後、天白川に合流する。水系は天白川水系にあたる。
ほぼ東海通（名古屋市道東海橋線）と並行して東西に流れており、名古屋市営地下鉄桜通線 相生山駅付近で暗渠になっている部分がある。

## 地理
愛知県名古屋市緑区相川は『相生山』と『藤川』から各一文字取られつけられた。同区鳴海町に藤川という地名も残る。
藤川下流にあたる野並交差点付近は、かつては年魚市潟で、満潮時は湾となっており（現在の野並三丁目と古鳴海の間あたり）、船着場となっていた。そこから松巨島まで舟で渡っていた。また鎌倉街道とも同付近で交差している。

## 水害（東海豪雨）
2000年（平成12年）9月11日
東海豪雨において、名古屋市周辺で最も浸水被害が激しかった天白区野並地区。天白川、藤川の堤防に囲まれた堤内地が水面より低い地形のため、行き場を失った雨水が集中し野並公園に隣接する『雨水排水ポンプ場』から天白川に排水した水が、そのまま藤川から郷下川へと逆流し、再び野並地区に流入する事態となる。同日の夜には郷下川より西側の住宅のおよそ2800世帯の1階は完全に水没し（最も高い所で水深2m）、住居内での溺死者も発生した。
2001年（平成13年）
護岸嵩上げ工事にて名古屋市営地下鉄桜通線 野並駅の南側の護岸が最大で85cm高くなった。

## 橋梁
- 天白19号溝橋
- 緑71号溝橋
- 緑72号溝橋
- 螺貝橋
- 藤川第5号橋
- 藤川第4号橋
- 藤川第3号橋
- 藤川第2号橋
- 藤川第1号橋
- 鳴子橋
- 野並東部7号橋
- 野並東部6号橋
- 野並東部5号橋
- 野並東部4号橋
- 野並東部3号橋
- 野並東部2号橋
- 野並東部1号橋
- 藤川橋
- 新藤川橋[7]

## 流域の周辺施設
- 相生山
- 徳林寺
- 八劔社
- 名古屋市立戸笠小学校
- 名古屋市立若宮商業高校
- 名古屋市交通局 野並営業所
- ヤマダ電機 野並店
- 戸笠公園
- 螺貝公園
- 相川第一公園
- 相川第二公園
- 焼山公園
- 大塚公園
- 古鳴海公園
- 古川公園
- 小森公園

## 交通アクセス

### 公共交通機関

#### 鉄道
名古屋市営地下鉄
 桜通線：野並駅・鳴子北駅・相生山駅

#### 路線バス
名古屋市営バス
- 野並 停留所
- 大塚 停留所
- 地下鉄鳴子北 停留所
- 相川一丁目 停留所
- 相生山住宅南 停留所

### 道路
- 東海通（名古屋市道東海橋線）[8]
- 愛知県道59号名古屋中環状線[8]
- 相生山南部第1号線